# 安卡帕瓦斯山
15°00′24″S 72°27′33″W / 15.00667°S 72.45917°W
安卡帕瓦斯山（Anca Pahuas），是秘魯的山峰，位於該國南部阿雷基帕大區，由卡亞拉尼區和瓦伊納科塔斯區負責管轄，屬於萬索山脈的一部分，海拔高度5,000米。